# Kunming Tuodong Sports Center
Das Kunming Tuodong Sports Center (chinesisch 昆明拓东体育场, Pinyin kūnmíngtuòdōng tǐyùcháng – „Kunming Tudong Sportzenter“) ist ein Stadion in Kunming, China. Mit einer Kapazität von 35.000 Plätzen wird es primär für Fußballspiele, vor allem die der Chinesische Fußballnationalmannschaft, verwendet. Das Stadion wurde im Jahr 1958 eröffnet.

## Allgemeines
Das Tuodong-Sportzentrum ist eines der wichtigsten Sportzentren in der Provinz Yunnan und der Stadt Kunming für körperliches Training und verschiedene Arten von Rennen und Wettkämpfen. Das Stadion ist mit Stühlen aus glasfaserverstärktem Kunststoff ausgestattet und bietet Platz für 35.000 Zuschauer. Das Fußballfeld im Zentrum entspricht mit 105 × 68 m internationalem Standard und ist von 8 Kunststoffbahnen umgeben. Zahlreiche internationale Sportereignisse und Wettkämpfe großen Ausmaßes wurden in diesem Zentrum ausgetragen.
Zu den weiteren Einrichtungen des Tuodong Sports Center gehören Schwimmbäder, Sporthallen, Tischtennisräume usw. Alle entsprechen den einschlägigen internationalen Standards und gelten als ideal für Training und Wettkämpfe in Basketball, Volleyball, Judo, Fechten und Kampfsportarten.

## Events
- Im Rahmen der Qualifikation für die FIFA Fußball-Weltmeisterschaft 2010 empfing China hier Australien. Das Spiel fand am 26. März 2008 statt und endete 0:0.
- In der Qualifikation für die FIFA Fußball-Weltmeisterschaft 2014 hatte China hier Laos zu Gast. Das Spiel fand am 23. Juli 2011 statt und endete 7:2 für die Gastgeber.
- In der Qualifikation für die FIFA Fußball-Weltmeisterschaft 2014 hatte China hier Singapur zu Gast. Das Spiel fand am 2. September 2011 statt und endete 2:1 für die Heimmannschaft.